# Karabitchané
Karabitchané ou Karabičane (en macédonien Карабичане) est un village du nord de la Macédoine du Nord, situé dans la municipalité de Koumanovo. Le village comptait 43 habitants en 2002. Il est majoritairement serbe.

## Démographie
Lors du recensement de 2002, le village comptait :
- Serbes : 37
- Macédoniens : 5
- Autres : 1